# Gintė Damušis
Gintė Bernadeta Damušis (Damušytė) (ur. 25 kwietnia 1956 w Cleveland) – litewska działaczka społeczna, dyplomatka, od 2008 ambasador Republiki Litewskiej w Kanadzie. 

## Życiorys
Jest córką chemika i wykładowcy Uniwersytetu Witolda Wielkiego Adolfasa Damušisa. W 1975 ukończyła Instytut Goethego w RFN, a cztery lata później została absolwentką historii i nauk politycznych na Uniwersytecie Stanowym Wayne w Detroit.
Od końca lat 80. zaangażowana w działalność charytatywną wśród społeczności litewskiej w USA, pomagała również rodakom mieszkającym w ZSRR. Od 1979 do 1983 stała na czele Światowego Związku Młodzieży Litewskiej, a od 1983 do 1988 była przewodniczącą Komisji Spraw Społecznych Światowej Wspólnoty Litwinów (Pasaulio lietuvių bendruomenė, PLB). W latach 1980–1991 kierowała Litewskim Centrum Informacyjnym w USA. Współpracowała z Radiem Wolna Europa oraz Watykan. 
Po odzyskaniu przez Litwę niepodległości w 1991 pracowała w litewskiej misji przy Narodach Zjednoczonych. W 1994 przyznano jej obywatelstwo litewskie. Od 1996 stała na czele delegacji państwowej przy OBWE. Rok później uzyskała nominację na radczynię ambasady Republiki Litewskiej w Austrii, przez krótki czas pełniła funkcję Chargé d’affaires w Wiedniu, a w latach 1998–2001 była tam ambasadorem nadzwyczajnym i pełnomocnym Litwy. Analogiczny urząd sprawowała na Słowacji (1999–2001) i w Chorwacji (2000–2001). Od 2001 do 2006 była litewską ambasador przy NATO – pierwszą w historii kobietą na tym stanowisku. W 2006 koordynowała litewską misją w Afganistanie z ramienia Ministerstwa Spraw Zagranicznych. 
Od 29 stycznia 2008 objęła urząd ambasadora Republiki Litewskiej w Ottawie, który pełniła do 2012. W latach 2013–2016 pracowała w MSZ w Litwie. W 2016 została ambasadorem na Isladndii.